# マネイジュ
マネイジュ（Maneige）は、カナダのプログレッシブ・ロックおよびフュージョン・バンドである。ケベック州出身。インストゥルメンタル・アンサンブルとしては、ケベックのプログレッシブ・ロック・シーンで最も長く続いているバンドの1つであり、数十年にわたって定期的に演奏している。

## 略歴
マネイジュは1972年にアラン・ベルジェロンとジェローム・ラングロワによって結成された。ベルジェロンはフルートとサックスを演奏し、ラングロワはキーボード奏者であった。ドラマーのジル・シェターニュ、パーカッショニストのポール・ピカード、ベーシストのイヴ・レオナールが、最初の5人組のバンドを結成した。バンドは1970年代初頭にいくつかのコンサートで演奏し、オランダのプログレッシブ・バンドであるエクセプションや、1974年2月15日のにCEGEP Maisonneuveにおけるソフト・マシーンのために、オープニング・アクトを行った。彼らはハーヴェスト・レーベルから最初の2枚のアルバムをリリースした。彼らの名を冠したデビュー・アルバム『マネイジュ』には長尺な楽曲が含まれており、実験的なアプローチを確立した。ジェロームの兄弟であるヴィンセント・ラングロワが、セカンド・キーボード奏者および木管楽器奏者としてバンドに加えられ、いくつかのチューニングされたパーカッション楽器が使用された。さらにギタリストのデニス・ラピエールがラインナップに追加された。1974年にキャピトル・レコードと契約。1975年にリリースされたのが、セカンド・アルバム『寺院の門』だった。
これら2枚の初期アルバムの発表後、ジェローム・ラングロワはバンドの音楽的方向に関する意見の相違のために脱退し、ヴィンセント・ラングロワが単独でキーボード担当を引き継いだ。オリジナルのラインナップからはポール・ピカードが、最初の2枚のリリースでは不在だったが、バンドに復帰することとなった。続く2枚のスタジオ・アルバムは、より短い構成で、より焦点を絞ったものになった。アルバム『御伽の国へ』と『セルフ・サーヴィス』がその2枚のリリースであり、どちらも1990年代初頭になってCDで再発された。バンドは、1978年のWinnipeg Heritage Festivalでのパフォーマンスを含む、カナダ・ツアーを行った。
1979年に『Composite』と題されたライブ・アルバムが発表された。1980年代初頭には、さらに2枚のアルバムが登場したが、これはジャズ・ロックのスタイルに近いものだった。1990年代後半に『ライヴ・モントリオール’74/’75』が発表され、バンド初期のバージョンによる録音が収録された。これには、ファースト・アルバムからの長尺な「Le Rafiot」や、未発表の「1-2-3-4-5-6」も含まれた。
2005年、ProgQuébecはいくつかのアーカイヴ音源を再発し、過去にリリースされていない初期の作曲「Manège」を発表した。

## メンバー
- デニス・ラピエール (Denis Lapierre) - ギター、ベース、パーカッション
- アラン・ベルジェロン (Alain Bergeron) - フルート、サックス
- イヴ・レオナール (Yves Léonard) - ベース、パーカッション
- ジル・シェターニュ (Gilles Schetagne) - ドラム、パーカッション
- ジェローム・ラングロワ (Jérôme Langlois) - キーボード、ピアノ、クラリネット、オルガン
- ヴィンセント・ラングロワ (Vincent Langlois) - ピアノ、ギター、サックス
- ポール・ピカード (Paul Picard) - ドラム、パーカッション

## ディスコグラフィ

### スタジオ・アルバム
- 『マネイジュ』 - Maneige (1975年)
- 『寺院の門』 - Les Porches (1975年)[11]
- 『御伽の国へ』 - Ni Vent...Ni Nouvelle (1977年)
- 『セルフ・サーヴィス』 - Libre Service - Self Service (1978年)
- Montréal, 6 am (1980年)
- Images (1981年)

### ライブ・アルバム
- Composite (1979年)
- 『ライヴ・モントリオール’74/’75』 - Live Montréal 1974-1975 (1998年)
- 『ライヴ』 - Live à l’Évêché 1975 (2005年)
- Live (2005年)
- 『レ・ポルシュ・ライヴ』 - Les Porches Live (2006年)